# Llacuna de Curlàndia
La Llacuna de Curlàndia també badia o golf de Curlàndia (en rus: Kуршский залив; en lituà: Kuršių marios; en polonès: Zalew Kuroński; en alemany: Kurisches Haff) és una llacuna costanera o lagoon d'Europa del Nord, separada de la mar Bàltica per l'istme de Curlàndia. La seva superfície és de 1.619 quilòmetres quadrats. El riu Neman aporta prop del 90% de la seva entrada d'aigua; la seva conca hidrogràfica està formada pel voltant de 100.450 quilòmetres quadrats a Lituània, Belarús i l'óblast de Kaliningrad.

## Història
Al segle xiii, la zona prop de la llacuna formava part de les terres ancestrals dels curonians i els antics prussians. Més tard va ser la frontera amb la regió històrica de la Lituània Menor. A l'extrem septentrional de l'istme, hi ha un pas a la mar Bàltica, i el lloc va ser escollit pels Cavallers Teutònics el 1252 per fundar el castell de Memelburg i la ciutat de Memel. La ciutat és anomenada oficialment Klaipėda des de 1923 quan el territori de Memel va ser separat de l'Imperi alemany.
Com nova frontera delperíode d'entreguerres va ser escollit el riu que flueix a la llacuna de Curlàndia a prop de Rusnė. Els 120 km inferiors del riu a Alemanya [es diuen die Memel pels alemanys, mentre que la part superior situada a Lituània era coneguda com a riu Nemunas. La frontera també separava la península a prop del petit centre d'estiueig de Nida, la part meridional de l'istme i la llacuna van continuar en poder alemany fins a l'any 1945.
Aquesta frontera roman encara, perquè després de la Segona Guerra Mundial, l'extrem meridional de l'istme i la zona alemanya del sud del riu, la part de Prússia Oriental amb la ciutat de Königsberg situada en Sambia, va esdevenir part d'un enclavament rus anomenat óblast de Kaliningrad.

### Història natural i ecològica
La llacuna, formada prop del VII mil·lenni aC està classificada com salina. La profunditat mitjana de l'aigua és de 3,8 metres. Té una gran biodiversitat, encara que està afectada per la contaminació de l'aigua. La proliferació d'algues va ser confirmada en els anys 2000.